# 野槌

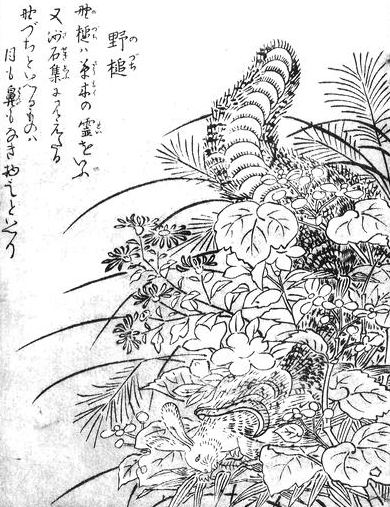
鳥山石燕『今昔画図続百鬼』より「野槌」

野槌（のづち）は、日本に伝わる妖怪。野つ霊、野椎とも。野の精霊（「野つ霊（ち）」の意）であるとも言われる。

## 概要
外見は蛇のようだが、胴は太く、頭部に口がある以外は目も鼻もなく、ちょうど柄のない槌（つち）のような形をしている。深山に棲み子ウサギやリスを食べる。近畿地方・中部地方・北陸地方・四国地方を中心に伝承されているもので、シカを一飲みにする、転がってくる野槌に当たると死ぬ、野槌に見つけられただけでも病気を患ったり、高熱を発して死ぬともいう。昭和中期から未確認生物として知名度をたかめたツチノコは、野槌に用いられていた呼称のひとつ（槌の子・土の子）だったが、昭和40年代以降はマスメディアなどで多用された結果、野槌のような伝承上の特徴をもつ蛇の呼称においても「ツチノコ」が定着していった。
江戸時代の百科事典『和漢三才図会』には、大和国（現・奈良県）吉野山中の菜摘川（夏実川）や清明滝（蜻螟滝）でよく見かけるもので、野槌の名は槌に似ていることが由来とある。深山の木の穴に住み、大きいものでは体長3尺（約90センチメートル）、直径5寸（約15センチメートル）、人を見ると坂を転がり下って人の足に噛みつくが、坂を登るのは遅いので、出くわしたときには高いところへ逃げると良いという。
仏教説話の中にも「野槌」という名は見られ、鎌倉時代の仏教説話集『沙石集』には、徳のない僧侶は深山に住む槌型の蛇に生まれ変わるとされている。生前に口だけが達者で智慧の眼も信の手も戒めの足もなかったため、野槌は口だけがあって目や手足のない姿だとある。鳥山石燕は『今昔画図続百鬼』で、全身毛だらけの野槌がウサギを食べる様子を描いているが、解説文でその形状を『沙石集』を引いて「目も鼻もなき物也といへり」と述べている。
『古事記』や『日本書紀』に登場している草の女神・カヤノヒメの別名に野椎神（ノヅチノカミ）があり、「のづち」という言葉そのものは、草や野の精であるという解釈がとられている。鳥山石燕が野槌の解説文に「草木の精をいふ」 とも述べているが、これはそれを受けたものである。記紀神話にはカヤノヒメを蛇とする記述は見られないものの、夫のオオヤマツミを蛇体とする説があることからカヤノヒメも蛇体の神だと考えられている。仏教が普及すると、カヤノヒメが霧の神、暗闇の神、惑わしの神を産んだとされることから、野槌は妖怪変化を産む神とみなされ、野槌自体も次第に妖怪視された。
近代以前の辞書などではさまざまな虫について「のづち」と称している例を見ることが出来る。平安時代の漢和辞典『新撰字鏡』では蝮（フク。マムシの漢字）に「乃豆知」、蠍（カツ。サソリの漢字）に「乃豆知」 という訓読みを示している。江戸時代に編纂された源伴存『古名録』でも蝮の項目に『新撰字鏡』などを引きつつ「乃豆知」「乃川知」という呼び方を示している他、「古書ノヅチト云ハ蚖（クソヘビ）ニノ長サ四五寸、首尾一般ノハビ也」としている。また、室町時代に編纂された『節用集』には、「蝍蛆」（ムカデ、またはコオロギの事）に「ノヅチ」と読み仮名を当てたものがある（国会図書館蔵・岡田希雄旧蔵の写本）。

## 人型のもの

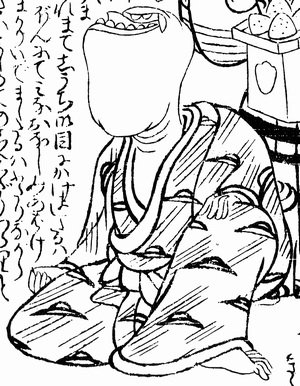
黄表紙の野槌。恋川春町『妖怪仕内評判記』

江戸時代の黄表紙『妖怪仕内評判記』（ばけものしうちひょうばんき）にも野槌が登場するが、こちらはのっぺらぼうのように目鼻のない人型の化け物で、頭の上の大きな口で物を食べる姿で描かれている。この姿かたちは『奇異雑談集』の「人の面に目鼻なくして口頂の上にありてものをくふ事」に描かれている、目鼻がなく口のみある「不思議の人」の図像を借用したもので、口のみを器官としてもつとされる野槌にあわせて当てはめられたものであると見られる。